# بيتينا ووكر
بيتينا ووكر (بالإنجليزية: Bettina Walker)‏ هي ملحنة وعازفة بيانو أيرلندية، ولدت في 1860 في دبلن في جمهورية أيرلندا، وتوفيت في 4 فبراير 1893 في London Borough of Hammersmith and Fulham ‏ في المملكة المتحدة.